# Jaap van Beusekom

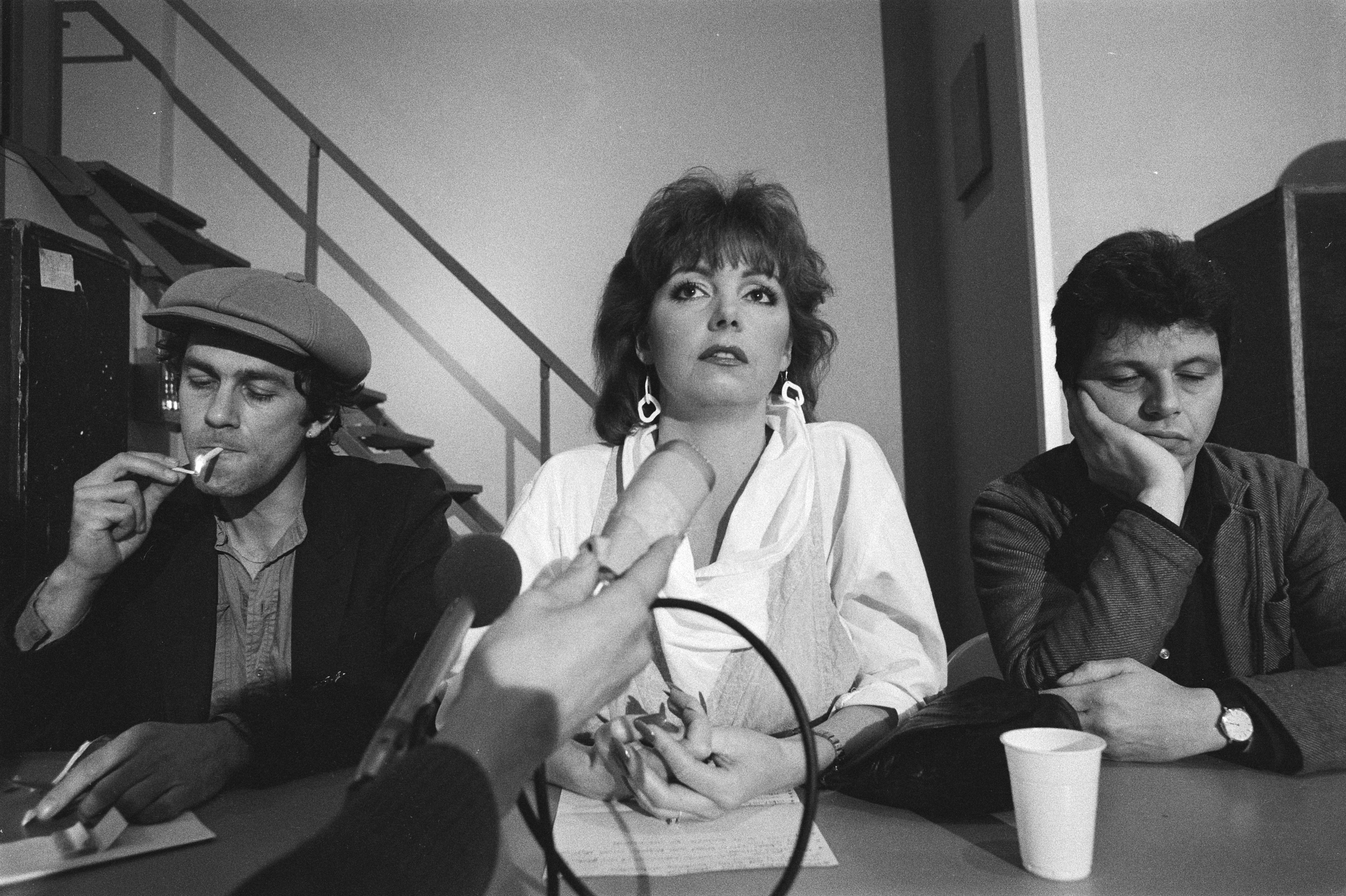
Beroepsvereniging van popmuzikanten BV Pop, opgericht in Amsterdam; v.l.n.r. Jan Piet den Tex (vice-voorzitter), Jerney Kaagman (voorz.) en Jaap van Beusekom (secr.).

Jaap van Beusekom (Amsterdam 30 maart 1949) is een Nederlands muzikant. Hij bespeelt meerdere snaarinstrumenten, die gebruikt worden in Americanamuziek, zoals 5-snarige banjo, autoharp, dulcimer, 12-snarige gitaar en pedal-steelgitaar. Van Beusekom maakt vanaf 1967 deel uit van de folk- en Americana-formatie CCC Inc. waarin onder andere ook Ernst Jansz, Huib Schreurs en Joost Belinfante spelen. Hij was 32 jaar directeur van het Nationaal Pop Instituut en bestuurslid/penningmeester van Paradiso van 1975 tot 1992.

## Muziek
Van Beusekom groeide op in Breskens. Zijn vader was er Nederlands Hervormd predikant en een verzamelaar van Amerikaanse muziek, zodat hij opgroeide met Gospels, Spirituals, Blues en Folk. Op zijn tiende verhuisde hij naar Amsterdam en op zijn veertiende leerde hij zichzelf 5-snarige banjo spelen en ook andere, op dat moment in Nederland nog onbekende instrumenten. Toen hij zestien was vormde hij een duo met Cor van Sliedregt, die hem in 1967 introduceerde bij de formatie CCC Inc., kortweg CCC. Na de afronding van de HBS-A in 1970 verhuisde hij naar een boerderij in het Brabantse dorp Neerkant, waar de CCC, inclusief vrouwen en kinderen, was neergestreken om er een commune te beginnen. Toen in 1974 de commune uit elkaar viel en de band ondergronds ging, speelde Van Beusekom enige tijd in Electric Tear, het muziekgezelschap van de gebroeders Den Tex. Ook vormde hij een duo met de Amerikaanse folkmuzikant Norris Bennett en trad hij enige tijd solo op. Begin jaren ’80 speelde hij in een muziektheaterproductie van Ischa Meijer met Jenny Arean en in 1984 stond hij samen met Ischa Meijer op het podium in de theatershow ‘Hallo Acapulco’. Als sessiemuzikant speelde hij mee op talloze plaatproducties van o.a. The Nits, Claw Boys Claw, Martin van Duynhoven, Denvis, Arling & Cameron en Jenny Arean. Met CCC Inc. maakte hij in 1984 de lp Van Beusekom met door hem gekozen repertoire, verzameld tijdens een roadtrip door de USA in 1981. Dit album maakt ook deel uit van de in 2017 door Ernst Jansz samengestelde cd-box met het verzameld werk van CCC Inc., inclusief boek en dvd’s, ter gelegenheid van het 50-jarig bestaan van de band.

## Stichting Popmuziek Nederland/Nationaal Pop Instituut

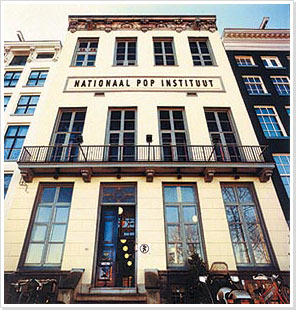
Toenmalig Nationaal Popinstituut, Prins Hendrikkade 142, Amsterdam

In 1975 richtte Huib Schreurs Stichting Popmuziek Nederland (SPN) op. Het idee was om popmuziek als cultureel fenomeen in de maatschappij te plaatsen, zodat deze jongste na-oorlogse muziekontwikkeling opgenomen zou worden in het landelijke muziekbestel zoals Nederland dat toen kende. Van Beusekom werd er in 1977 directeur en zou dat tot 2008 blijven. Onder zijn leiding werden er door SPN talloze initiatieven ontwikkeld, zoals het uitbrengen van de eerste Nederlandstalige popelpee ‘Uitholling Overdwars’, de ontwikkeling van een subsidiesysteem voor Nederlandse popconcerten in het clubcircuit (het Podiumplan), de oprichting van de beroepsvereniging voor popmuzikanten (BVPop), de promotie van Nederlandse popmuziek in het buitenland middels het New Music Seminar in New York, Popkomm in Berlijn en SXSW in Austin, de digitale Popencyclopedie, de realisatie van het Poparchief en de oprichting van de Rock Academie in Tilburg. In 1997 werd de naam veranderd in het Nationaal Pop Instituut (NPI), dat werd gehuisvest in het voormalige eerste poppodium van Amsterdam, Fantasio, later de Kosmos geheten. Op initiatief van Van Beusekom werd het Rijksmonumentale gebouw aan de Prins Hendrikkade 142 grondig gerestaureerd en ingericht. In 2008 viel het doek voor de NPI toen het door de overheid werd gedwongen te fuseren met andere muziekorganisaties in een nieuwe instituut, het Muziek Centrum Nederland. Op 1 januari 2013 werd dit instituut echter alweer opgeheven na een drastische bezuiniging van dezelfde Rijksoverheid op de Kunstensubsidies. Het volledige archief van Stichting Popmuziek Nederland en het Nationaal Pop Instituut, 1975-2007, is opgenomen onder nummer 2.19.187 in het Nationaal Archief in Den Haag.
- Library of Congress Control Number: n2007061978
- MusicBrainz: 5ca8c7cf-4c6e-49ad-a2c9-7a7cdd78b867
- Nederlandse Thesaurus van Auteursnamen: 239062892
- Virtual International Authority File: 41295660
- WorldCat: E39PBJvRQJhGF8JM7JK9hjMdcP